# David Clapham
David Clapham (Rawmarsh, 18 maggio 1931 – 22 ottobre 2005) è stato un pilota automobilistico e giornalista sudafricano.
Si iscrisse al Gran Premio del Sudafrica 1965 di Formula 1 con una Cooper del Team Lawson Organisation, ma si ritirò prima dell'inizio della manifestazione.
Corse in diverse categorie, dalla Formula Vee, alla Formula Ford e al Campionato sudafricano di Formula 1 e dopo l'abbandono della carriera di pilota continuò a lavorare nel settore su giornali specializzati in sport motoristici.

## Risultati in Formula 1
| 1965 | Scuderia            | Vettura    |    |  |  |  |  |  |  |  |  |  |  | Punti | Pos. |
| ---- | ------------------- | ---------- | -- |  |  |  |  |  |  |  |  |  |  | ----- | ---- |
| 1965 | Lawson Organisation | Cooper T51 | NP |  |  |  |  |  |  |  |  |  |  | 0     |      |

| Legenda | 1º posto     | 2º posto | 3º posto    | A punti         | Senza punti/Non class.  | Grassetto – Pole position Corsivo – Giro più veloce |
| Legenda | Squalificato | Ritirato | Non partito | Non qualificato | Solo prove/Terzo pilota | Grassetto – Pole position Corsivo – Giro più veloce |